# Mercato del petrolio
Il petrolio è una materia prima (commodity) che viene scambiata nel mercato finanziario attraverso contratti futures.
I due mercati principali per lo scambio di petrolio sono il NYMEX di New York e l'IntercontinentalExchange di Atlanta, entrambi di proprietà statunitense. In precedenza il Brent era quotato all'International Petroleum Exchange di Londra (IPE).
Su questi due mercati sono quotati rispettivamente contratti (l'unità di scambio è costituita da lotti indivisibili di 1000 barili) per petrolio di qualità WTI (West Texas Intermediate) e Brent Blend per consegna immediata (spot) o futures rispettivamente a Cushing (Oklahoma, USA) e Sullom Voe (Gran Bretagna). In entrambi, il prezzo del petrolio e la quotazione avvengono in dollari.
I contratti di scambio di questi due petroli in realtà agiscono solo come riferimento (oil marker) per la totalità delle altre transazioni. In realtà, le transazioni di petrolio WTI e Brent Blend costituiscono solo una piccola parte del totale degli scambi, ma i prezzi di questi scambi sono utilizzati come prezzo di riferimento per gli altri.
Il Brent Blend è costituito da un paniere di 15 petroli estratti nel Mar del Nord. In passato si utilizzava il petrolio estratto da un solo campo petrolifero (Brent appunto). Verso la fine degli anni 90, il numero di transazioni riguardante questo petrolio era diventato insufficiente per garantire che gli scambi del petrolio Brent fossero rappresentativi del prezzo di scambio e dunque si è deciso di utilizzare un numero più ampio di transazioni e dunque di includere gli scambi riguardanti altri grezzi petroliferi.
Il WTI è utilizzato principalmente per quotare petroli prodotti in Nord e Sud America; il Brent Blend è utilizzato per quelli prodotti in Europa (inclusa la Russia), Africa e Medio Oriente. Più del 60% delle transazioni sono fatte utilizzando come riferimento il Brent Blend. Altri riferimenti esistono (come il Dubai, Tapis e Isthmus), ma sono largamente meno utilizzati che il WTI ed il Brent Blend.
Nella pratica commerciale, ogni petrolio è quotato rispetto al parametro di riferimento più una differenza (detta premium), che può essere negativa o positiva. La differenza esistente tra il petrolio in questione ed quello di riferimento è in funzione essenzialmente della qualità. Petroli più leggeri o con un contenuto in zolfo minore del loro petrolio di riferimento saranno scambiati con un premium positivo; l'inverso se sono più pesanti o hanno un contenuto in zolfo più elevato.
Il Brent ha toccato il suo minimo storico il 10 dicembre 1998 quando fu quotato a 9,55 $ al barile. Il massimo storico è dell'11 luglio 2008 quando le quotazioni registrarono i 147,25 $ al barile. Da allora il corso ha raggiunto un minimo di circa 40 $ nel 2009 per ritornare nel 2011 solidamente al di sopra dei 90 $. A partire dalla seconda metà del 2014, il prezzo è bruscamente sceso, arrivando a 28 $ al barile nel gennaio 2016.

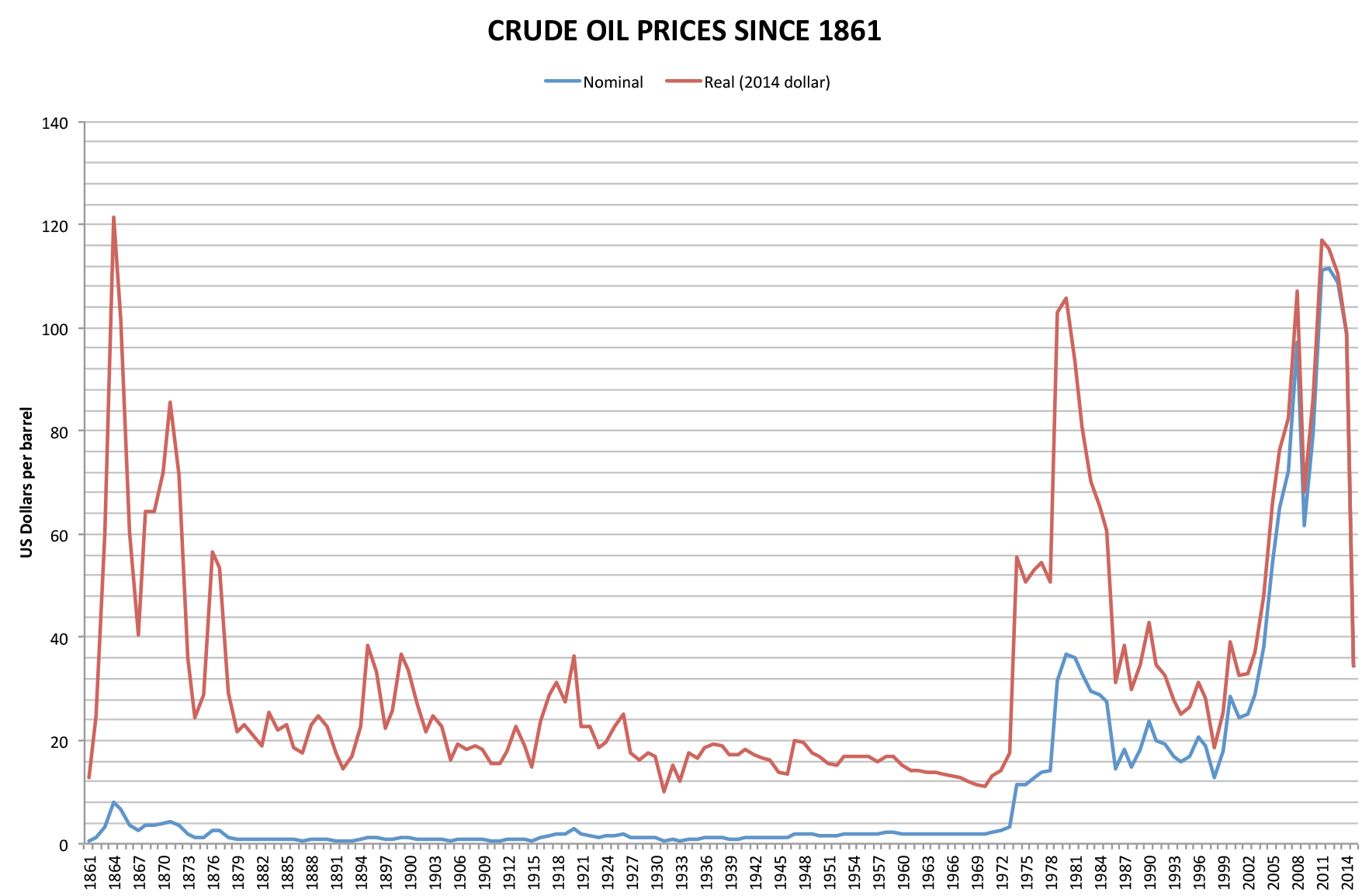
Andamento del prezzo del petrolio (in dollari al barile) dal 1861 al 2015.
Andamento del prezzo del petrolio (in dollari al barile) dal 1987 al 2016.
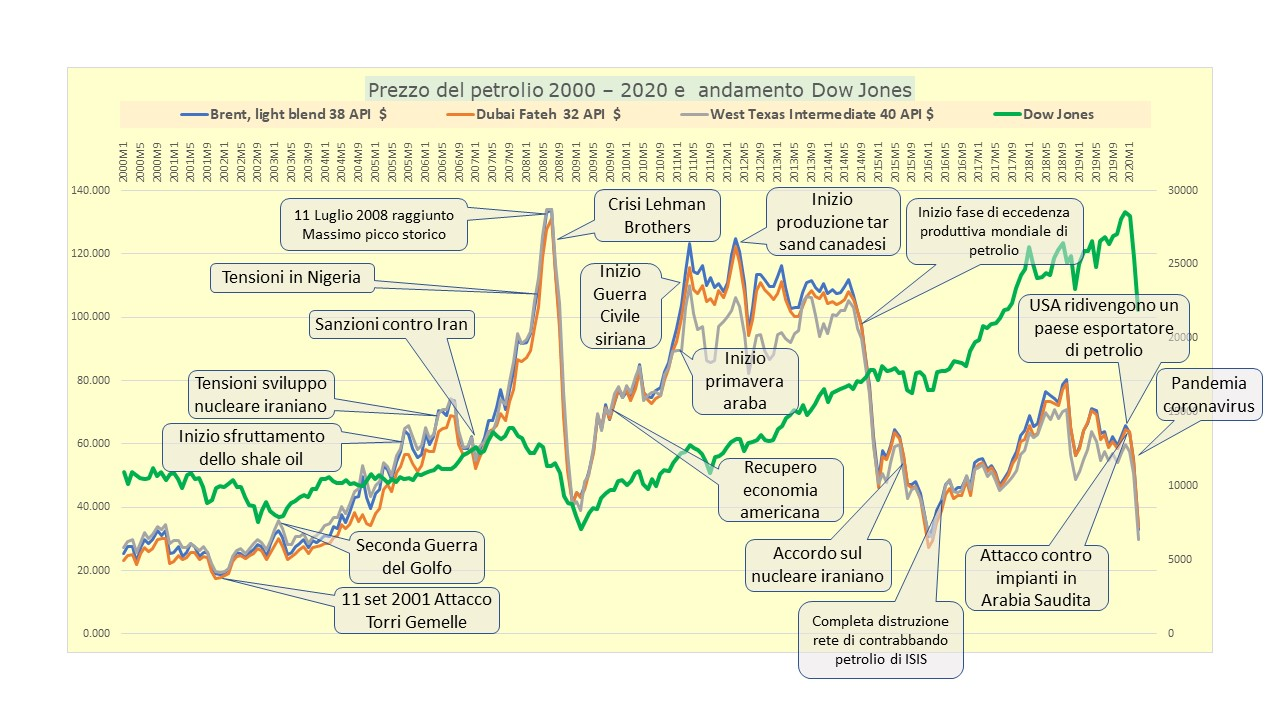
Andamento del prezzo del petrolio nel periodo 2000-2020 con i principali eventi che l'hanno influenzato.

## Principali paesi produttori

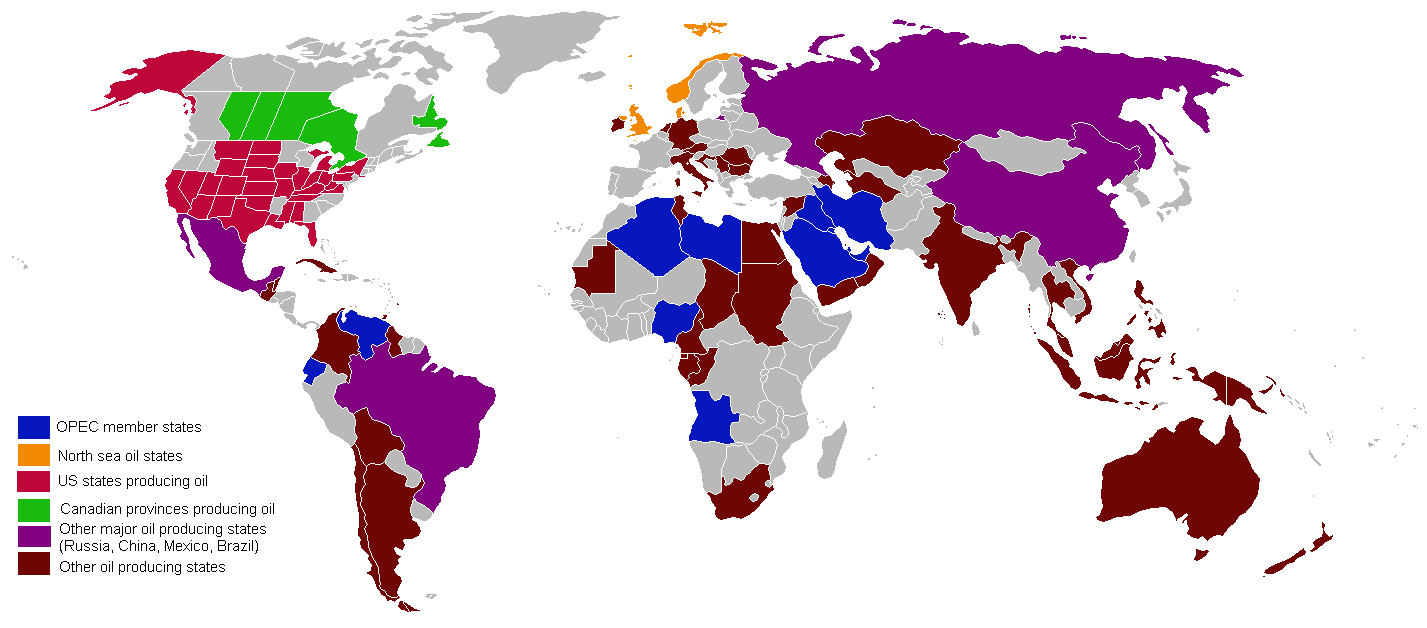
Paesi produttori di petrolio.

Qui di seguito vengono elencati i primi 20 paesi produttori di petrolio nel mondo nell'anno 2020:
| N° | Paese               | Milioni di barili (bbl) |
| -- | ------------------- | ----------------------- |
| 1  | Stati Uniti         | 11,307                  |
| 2  | Russia              | 9,865                   |
| 3  | Arabia Saudita      | 9,264                   |
| 4  | Canada              | 4,201                   |
| 5  | Iraq                | 4,102                   |
| 6  | Cina                | 3,888                   |
| 7  | Emirati Arabi Uniti | 3,138                   |
| 8  | Brasile             | 2,939                   |
| 9  | Iran                | 2,665                   |
| 10 | Kuwait              | 2,625                   |
| 11 | Nigeria             | 1,775                   |
| 12 | Kazakistan          | 1,756                   |
| 13 | Norvegia            | 1,712                   |
| 14 | Messico             | 1,710                   |
| 15 | Qatar               | 1,530                   |
| 16 | Angola              | 1,249                   |
| 17 | Algeria             | 1,112                   |
| 18 | Oman                | 0,948                   |
| 19 | Regno Unito         | 0,947                   |
| 20 | Colombia            | 0,791                   |
| 40 | Italia              | 0,100                   |

Fonte: EIA-USA 2020

Sono inclusi i volumi di petrolio estratti da sabbie bituminose e scisti bituminosi oltre che ai liquidi separati dal gas naturale (“Natural Gas Liquids - NGL”). Sono esclusi i carburanti (liquid fuels) prodotti da altre fonti (es. carbone).

## Principali paesi consumatori

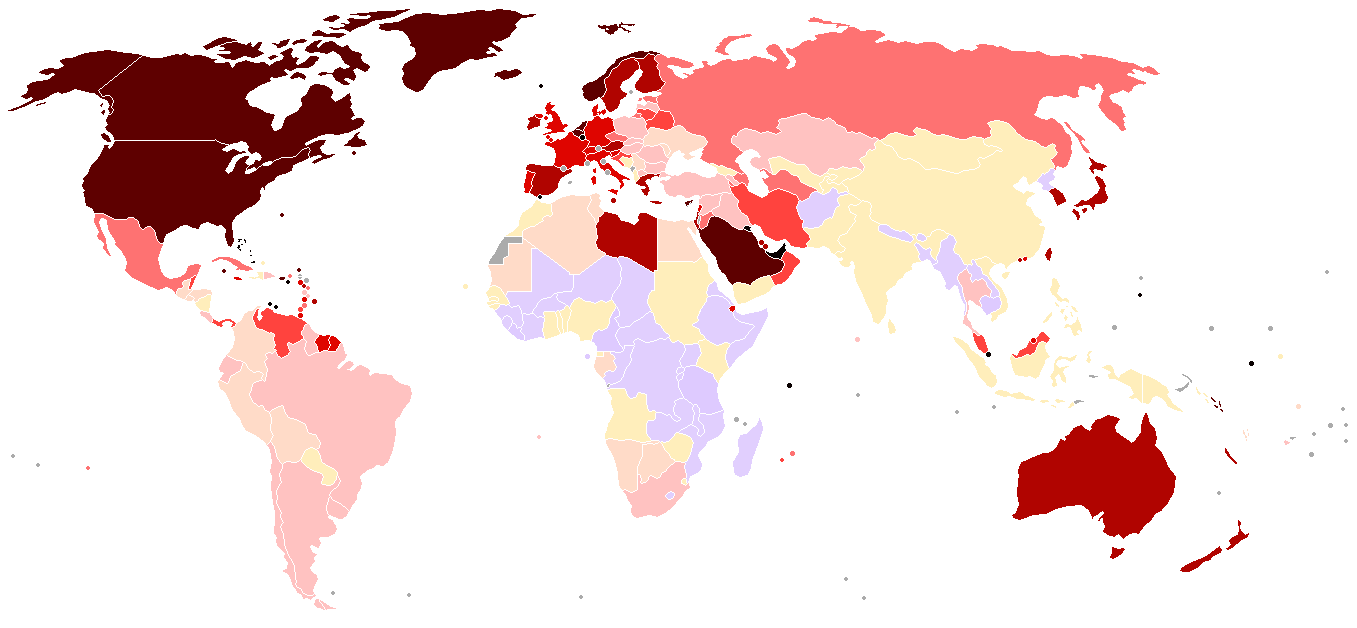
Consumo di petrolio nel mondo indicato in barili di petrolio pro capite giornalieri.

Qui di seguito vengono elencati i primi 20 paesi consumatori di petrolio nel mondo nell'anno 2019:
| N° | Paese          | Milioni di barili (bbl) al giorno |
| -- | -------------- | --------------------------------- |
| 1  | Stati Uniti    | 19,400                            |
| 2  | Cina           | 14,056                            |
| 3  | India          | 5,271                             |
| 4  | Giappone       | 3,812                             |
| 5  | Arabia Saudita | 3,788                             |
| 6  | Russia         | 3,317                             |
| 7  | Corea del Sud  | 2,760                             |
| 8  | Canada         | 2,403                             |
| 9  | Brasile        | 2,398                             |
| 10 | Germania       | 2,281                             |
| 11 | Iran           | 2,018                             |
| 12 | Messico        | 1,733                             |
| 13 | Indonesia      | 1,628                             |
| 14 | Francia        | 1,530                             |
| 15 | Thailandia     | 1,344                             |
| 16 | Singapore      | 1,339                             |
| 17 | Italia         | 1,262                             |
| 18 | Spagna         | 1,226                             |
| 19 | Regno Unito    | 1,118                             |
| 20 | Australia      | 1,046                             |

Fonte: BP Statistical Review of World Energy - June 2020

## Principali paesi esportatori
Questa fonte è una statistica realizzata dalle Dipartimento di statistica degli Stati Uniti in riferimento agli anni riportati sotto nella tabella (2018).
| Paese               | Esportazione (milioni di barili al giorno) | Anno |
| ------------------- | ------------------------------------------ | ---- |
| Arabia Saudita      | 10,600                                     | 2018 |
| Russia              | 5,225                                      | 2018 |
| Iraq                | 3,800                                      | 2018 |
| Stati Uniti         | 3,770                                      | 2018 |
| Canada              | 3,596                                      | 2018 |
| Emirati Arabi Uniti | 2,296                                      | 2018 |
| Kuwait              | 2,050                                      | 2018 |
| Nigeria             | 1,979                                      | 2018 |
| Qatar               | 1,477                                      | 2018 |
| Angola              | 1,420                                      | 2018 |
| Kazakistan          | 1,292                                      | 2018 |
| Messico             | 1,285                                      | 2018 |
| Venezuela           | 1,245                                      | 2018 |
| Norvegia            | 1,254                                      | 2018 |
| Oman                | 1,000                                      | 2018 |

## Principali paesi importatori
Questa fonte è una statistica realizzata dalle Dipartimento di statistica degli Stati Uniti in riferimento agli anni riportati sotto nella tabella (2018).
| N° | Paese         | Milioni di barili (bbl) |
| -- | ------------- | ----------------------- |
| 1  | Cina          | 8,400                   |
| 2  | Stati Uniti   | 7,900                   |
| 3  | India         | 5,123                   |
| 4  | Giappone      | 3,147                   |
| 5  | Corea del Sud | 2,949                   |
| 6  | Germania      | 1,830                   |
| 7  | Filippine     | 1,503                   |
| 8  | Italia        | 1,346                   |
| 9  | Spagna        | 1,224                   |
| 10 | Regno Unito   | 1,221                   |
| 11 | Paesi Bassi   | 1,204                   |
| 12 | Francia       | 1,129                   |
| 13 | Singapore     | 0,976                   |
| 14 | Thailandia    | 0,898                   |
| 15 | Qatar         | 0,841                   |

Fonte: EIA-USA 2018

## Lista di alcune compagnie petrolifere
Americhe
- Anadarko, USA
- Chevron Corporation, USA
- ConocoPhillips, USA
- ExxonMobil, USA
- Irving Oil, Canada
- Marathon Oil, USA
- PDVSA, Venezuela
- Petrobras, Brasile
- Petróleos Mexicanos, Messico
- Petro Canada, Canada
- Pride Offshore, Stati Uniti
- YPF, Argentina
- YPFB, Bolivia

Asia
- Iraq National Oil Company, Iraq
- Kuwait Petroleum Corporation, Kuwait
- National Iranian Oil Company, Iran
- Pertamina, Indonesia
- Petronas, Malaysia
- Qatar Petroleum, Qatar
- Saudi Aramco, Arabia Saudita

Europa
- BP, Regno Unito
- Eni, Italia
- IP, Italia
- Mol, Ungheria
- Repsol, Spagna
- Shell, Regno Unito
- Tamoil, Paesi Bassi
- StatoilHydro, Norvegia
- Total, Francia
- YUKOS, Russia
- Petrol, Slovenia
- OMW, Austria
- Petrom, gruppo OMW, Romania
- Rompetrol, Romania
- LUKoil, Russia

Africa
- National Oil Corporation, Libia
- Sonangol, Angola
- Sonatrach, Algeria